# 기 드 모파상
기 드 모파상(프랑스어: Guy de Maupassant, 문화어: 기 드 모빠쌍, 1850년 8월 5일 ~ 1893년 7월 6일)은 프랑스 사실주의의 대표 작가이다.

## 생애
사실주의의 대표적 작가의 한 사람인 기 드 모파상(Guy de Maupassant)은 노르망디의 미로메닐 출생이다. 아버지 귀스타브 드 모파상은 로렌 지방 가문 출신인데 18세기부터 노르망디 지방에 정착했다. 어머니 로르 르 푸아트뱅의 오빠 알프레는 플로베르의 절친한 친구였다. 모파상의 부모는 계속되는 불화로 인해 1860년 헤어졌고, 모파상은 어머니, 동생과 함께 노르망디의 에트르타에서 자란다. 1868년 루앙에 있는 고등학교에 들어갔고, 자주 플로베르의 집을 방문하면서 그의 가르침을 받게 된다. 플로베르는 모파상을 졸라, 위스망스, 도데 등 당대의 위대한 문인들에게 소개한다. 1869년부터 파리에서 법률 공부를 시작하였으나, 1870년에 프로이센-프랑스 전쟁(보불전쟁)이 일어나자 학업을 중단하고 군에 지원·입대하였다. 전쟁 후에 심한 염전사상(厭戰思想)에 사로잡혔는데, 이것이 문학 지망의 결의를 굳히는 동기가 되었다.
1872년 아버지의 도움으로 해군성, 문부성에 취직, 생계를 유지하면서 어머니의 어릴 때부터의 친구인 귀스타브 플로베르에게서 직접 문학지도를 받았다. 1874년 플로베르의 소개로 에밀 졸라를 알게 되었고, 또 파리 교외에 있는 졸라의 저택에 자주 모여 문학을 논하던 당시의 젊은 문학가들과도 사귀었다.
1875년 처음으로 지역신문에 단편 〈박제된 손〉을 발표한다. 1880년 졸라는 모파상을 포함한 6명의 젊은 작가들이 쓴, 프로이센-프랑스 전쟁에서 취재한 단편집 《메당 야화(夜話)》를 간행하였는데, 모파상은 여기에 《비계덩어리》를 실어 날카로운 인간관찰과 짜임새 등에서 어느 작품보다도 뛰어나 사람들의 주목을 끌었으며, 문단 데뷔를 확고히 하였다.
1883년에는 장편소설 《여자의 일생 Une vie》을 발표하였는데, 이 소설은 선량한 한 여자가 걸어가는 환멸의 일생을 염세주의적 필치로 그려 낸 작품으로서 그의 명성을 높였을 뿐 아니라, 플로베르의 《보바리 부인》과 함께 프랑스 사실주의 문학이 낳은 걸작으로 평가되고 있다.
모파상의 재능을 인정하면서도 그의 단편에 나타나는 외설적인 묘사가 지나치게 자연주의적 경향으로 흐르고 있음을 못마땅하게 여기던 톨스토이도 이 작품에 대해서는 찬사를 아끼지 않았다. 모파상은 이미 27세경부터 신경질환을 자각하고 있었으나, 이러한 증세로 고통을 겪으면서도 불과 10년간의 문단생활에서 단편소설 약 300편, 기행문 3권, 시집 1권, 희곡 몇 편, 그리고 《죽음처럼 강하다》(1889년), 《우리들의 마음》(1890년) 등의 장편 소설을 썼다.
다작으로 인한 피로와 복잡한 여자관계로 지병인 신경질환이 더욱 악화되어 1892년 1월 2일 니스에서 자살을 시도하기까지 하였다. 그 후 파리 교외의 정신병원에 수용되었다가 정신 발작을 일으켜 이듬해 7월 6일 42세의 나이로 사망했다.

## 작품세계
그의 작품은 일반적으로 표면적·물질적이어서 깊은 정신면이 부족하다고 하지만, 무감동한 문체를 통해서 일관한 감수성과 고독감은 인생의 허무와 싸우는 그의 불안한 영혼을 나타내고 있다.
모파상의 작품들에는 몇 가지 특징이 있다. 무감동적인 문체의 사용, 이상 성격자나 염세주의적 인물의 등장 등이다. 이러한 특징은 모파상 자신의 생애와 아주 무관하지는 않아 보인다. 그는 환상 단편들처럼 복잡하고 기이한 인생을 살았는데, 27세에 이미 신경질환을 자각하고 있었다고 한다. 그는 신경질환 증세로 고통을 겪으면서도 약 300편의 단편 소설을 남겼고, 그 밖에 기행문, 여러 장편 소설 등을 쓰기도 했다. 그의 이야기에서는 전체적으로 이상한 고독감을 느낄 수 있는데, 예를 들어 환상 단편 《오를라》의 등장인물이 겪는 고독과 불안, 그리고 그런 심리 상태를 형상화한 문체가 비단 등장인물만의 것이 아니라는 점을 엿볼 수 있다.

## 작품
- 노끈[3]
- 의자 고치는 여인[4]
- 첫눈[5]
- 목걸이

## 참고 자료
- 본 문서에는 지식을만드는지식에서 CC-BY-SA 3.0으로 배포한 책 소개글을 기초로 작성된 내용이 포함되어 있습니다.